# Chloroscombrus chrysurus
 Chloroscombrus chrysurus és una espècie de peix de la família dels caràngids i de l'ordre dels perciformes.

## Morfologia
Els mascles poden assolir els 65 cm de longitud total.

## Distribució geogràfica
Es troba a l'Atlàntic occidental (des de Massachusetts a Florida i des de Bermuda fins a l'Uruguai. També al Carib, Golf de Mèxic, Bahames, Antilles i al llarg de les costes de Centreamèrica i Sud-amèrica fins a l'Uruguai) i a l'Atlàntic oriental (des de Mauritània fins a Angola). És substituït per Chloroscombrus orqueta al Pacífic oriental.